# جان سی. اچ. گرابیل
جان سی.اچ. گرابیل (انگلیسی: John C. H. Grabill؛ 1849 – ۲۳ اوت ۱۹۰۳) یک عکاس آمریکایی بود که به خاطر عکس‌های تاریخی‌اش که بیشتر آنها در داکوتای جنوبی گرفته شده‌اند، شهرت داشت. او در سال ۱۸۴۹ در دانلزویل، اوهایو به دنیا آمد، او کوچکترین فرزند دیوید گرابیل، نجار و کاترین، نی کی بود. در سال ۱۸۶۰ خانواده گرابیل به شمپین، ایلینوی نقل مکان کردند و جان در آنجا بزرگ شد. او در بخش معدن پیتکین و چافی در کلرادو مشغول به کار بود.
گرابیل استودیوهایی در بوئنا ویستا، کلرادو، استورگیس، دد وود، شهر لید و هات اسپرینگز، داکوتای جنوبی و شیکاگو، ایلینوی داشت. او عکاس رسمی بلک هیلز و فورت پیر ریلرود و هوم‌استیک مینینگ کمپانی در داکوتای جنوبی بود. بین سال‌های ۱۸۸۷ و ۱۸۹۲، گرابیل ۱۸۸ عکس را برای حفاظت از حق چاپ به کتابخانه کنگره فرستاد. این عکس‌ها اکنون در مالکیت عمومی قرار دارند.

## استخراج معدن
گرابیل در اوایل سال ۱۸۸۰ در استخراج و اکتشاف معدن در آسپن، کلیمکس و بوئنا ویستا، کلرادو مشغول کار بود. او با شریکش اچ. مککال، مالک معادن ماموت و والهو در کوه آسپن بود. او در اوایل سال ۱۸۸۳ در معدن پلاسر در شهرستان چافی مشغول بود. گرابیل یک دفتر سنجش در بوئنا ویستا داشت که در سال ۱۸۸۳ سوخت. او تنها بعد از مدت کوتاهی دفتری در ساختمانی دیگر افتتاح کرد.
در ۳ اکتبر ۱۸۸۵، گرابیل با یک معلم سابق ایلینوی، مارگارت "مگی" گیلسپی، ازدواج کرد.

## عکاسی
یکی از اولین عکس‌های شناخته شده گرابیل استودیوی عکاسی و تبادل معدن او را در بوئنا ویستا نشان می‌دهد. او در دسامبر ۱۸۸۵ یک استودیوی عکاسی را در بوئنا ویستا افتتاح کرد. او در روزنامه محلی به عنوان تولید‌کننده عکس‌های خوب در مارس ۱۸۸۶ نامش ذکر شده است.
در ژوئن ۱۸۸۶، گرابیل برای یک سفر عکاسی به شمال غرب رفت. در ژوئیه ۱۸۸۶، گرابیل در سفری به فورت فترمن، راپید سیتی و سایر نقاط شمال برای سلامتی‌اش ناگهان در شاین بیمار شد و خانم گرابیل برای کمک به او به شاین سفر کرد. قبل از افتتاح استودیوی خود در استورگیس، او به یک «تور مسافرتی چاپی که شامل نبراسکا، کانزاس، آرکانزاس و تگزاس بود، رفت اما هیچ منطقه‌ای را پیدا نکرد که او را بهتر از تپه‌ها خوشحال کند».
گرابیل ساختمان مک اینتایر را در استرجیس، داکوتای جنوبی خرید و آن را به عنوان یک اقامتگاه و استودیوی عکاسی در نوامبر ۱۸۸۶ بازسازی کرد.
در سال ۱۸۸۹ روزنامه‌های محلی گزارش دادند که گرابیل به شیکاگو نقل مکان می‌کند. گرابیل به هیلز بازگشت و در سال ۱۸۹۱ استودیوی جدیدی را در ددوود افتتاح کرد. مقالات زیادی در مورد گرابیل تا سال ۱۸۹۲ در روزنامه‌های محلی منتشر شد. بسیاری از آنها به سفرهای او برای عکاسی اشاره می‌کنند، مانند عکس‌های معروف او که در طول «مشکلات سرخ پوست امریکای شمالی» گرفته شده است. در شرق داکوتای جنوبی این عکس‌ها به قدری خاص هستند که در واقع می‌توان بسیاری از چاپ‌های او را تاریخ‌گذاری کرد. دیگران می‌گویند که او برای راه‌اندازی استودیو به هات اسپرینگز، فورت رابینسون، لید، چادرون و مکان‌های دیگر سفر می‌کرد.
در اکتبر ۱۸۹۰، گرابیل به برج شیاطین سفر کرد تا در طوماری برای ایجاد یک بنای یادبود ملی برج شیطان، امضا بگیرد. این به رئیس‌جمهور، کنگره و وزیر کشور ارائه شد.

## نگارخانه

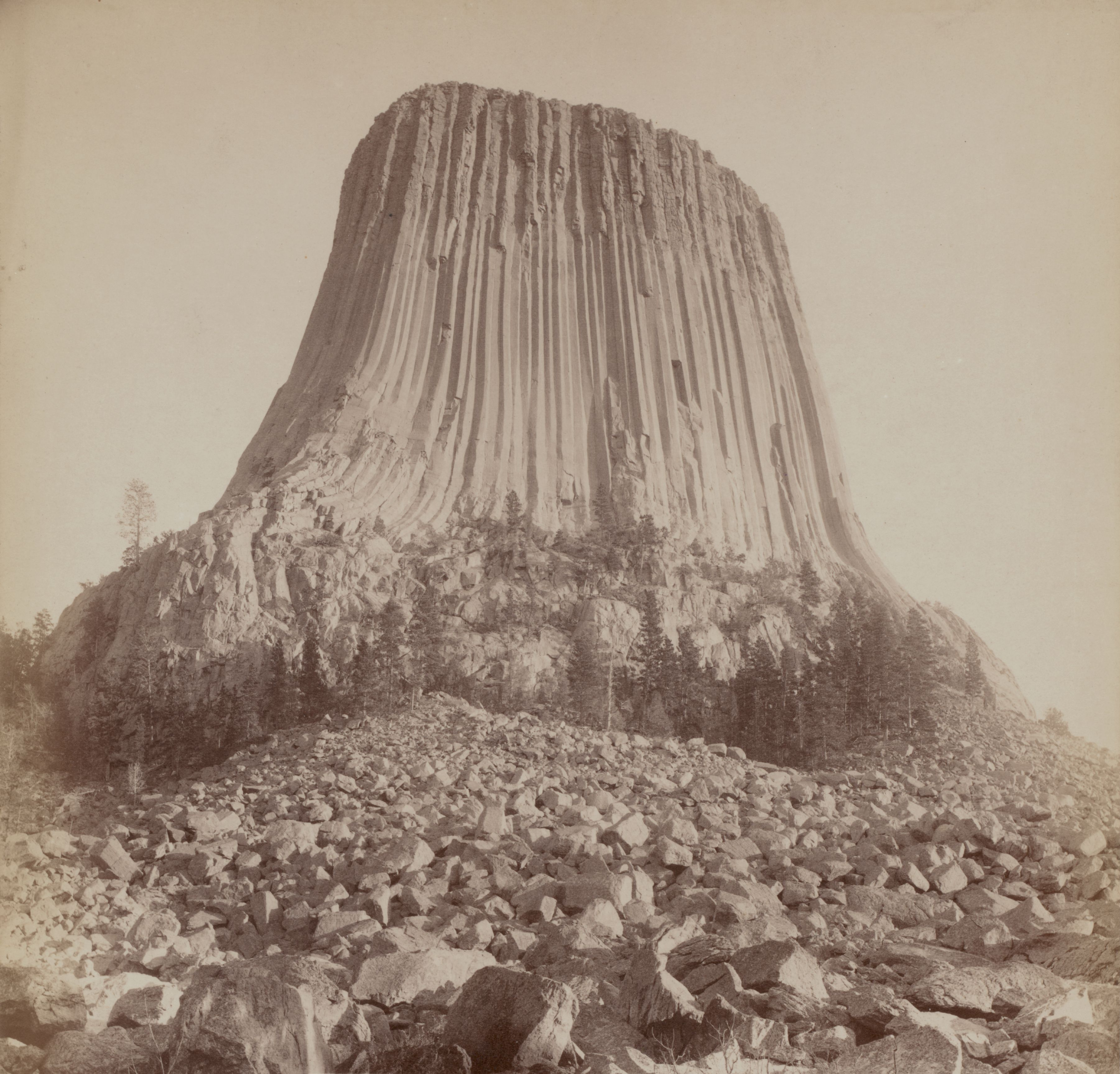
عکس گرابیل از برج شیاطین، وایومینگ (۱۸۹۰)
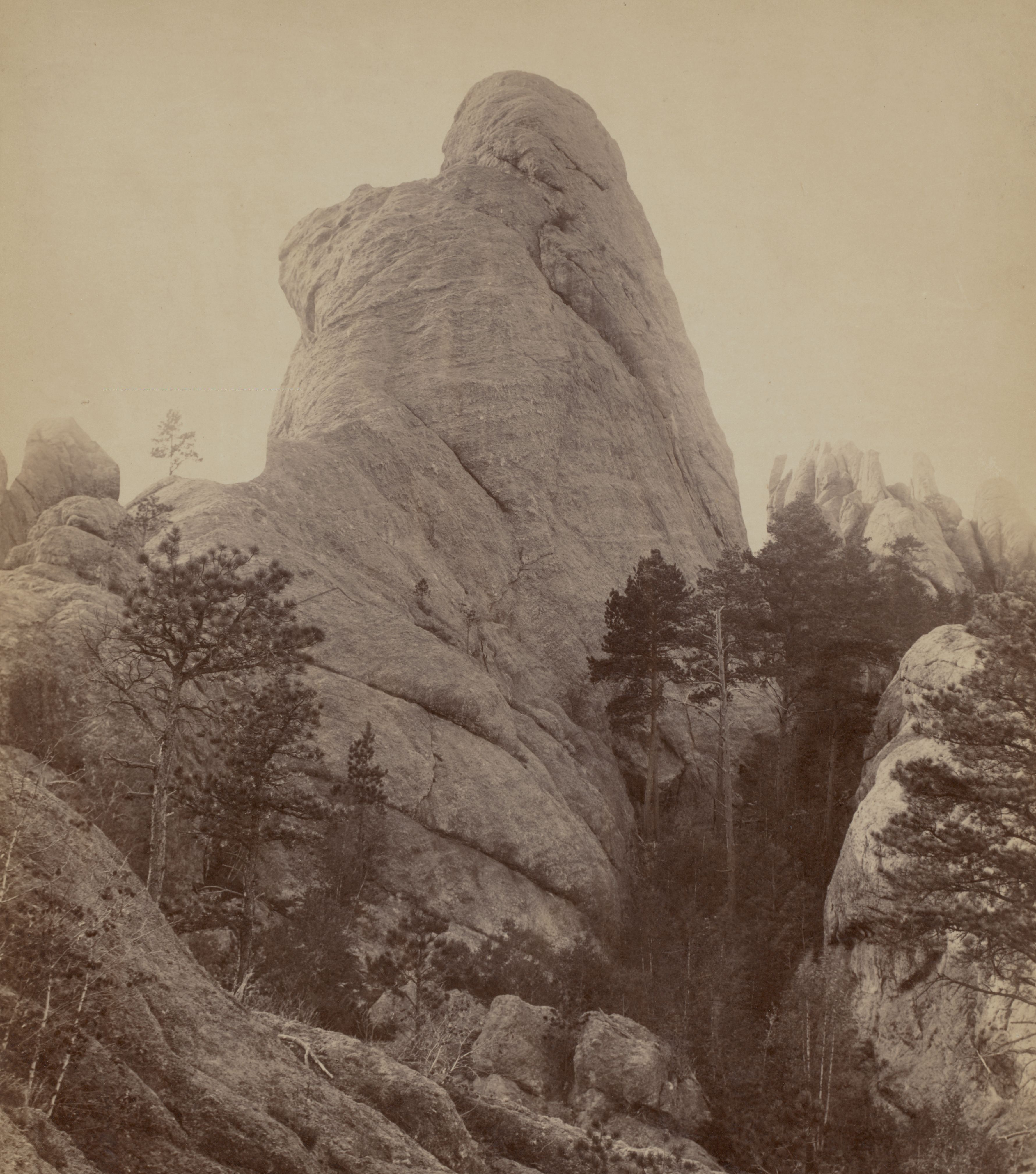
عکس گرابیل از بلک هیلز داکوتای جنوبی (۱۸۹۱)
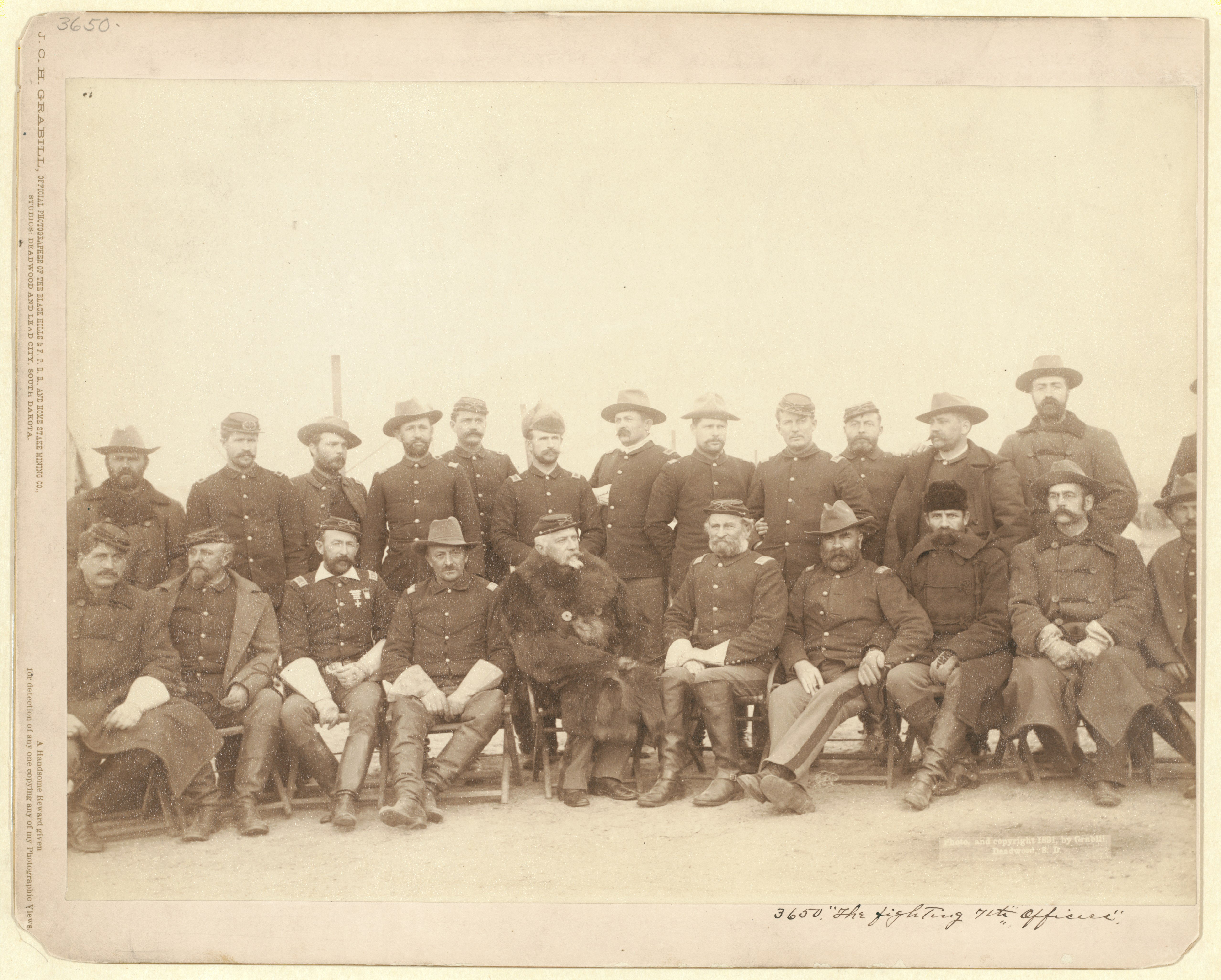
پرتره گرابیل از افسران هنگ هفتمین هنگ سواره‌نظام دو هفته پس از کشتار ووندد نی (۱۸۹۱)